# FC Olt Slatina
El Fotbal Club Olt Slatina es un club de fútbol rumano de la ciudad de Slatina, fundado en 2009. El equipo disputa sus partidos como local en el Stadionul Municipal y juega en la Liga II.

## Historia
El club fue fundado en agosto de 2009 como CSM Slatina con el apoyo financiero del Ayuntamiento de Slatina. El equipo logró el ascenso a Liga III en la temporada 2009-10 tras ganar con el máximo de puntos la Liga IV en su correspondiente grupo, el campeonato regional del distrito de Olt. La siguiente temporada, la 2010-11, logró el ascenso a Liga II. El club se fusionó en agosto de 2011 con el FC Piatra Olt y el equipo resultante fue renombrado Fotbal Club Olt Slatina, denominación que mantiene en la actualidad.

## Palmarés
- Liga III
  - Campeón: 2010–11

- Liga IV
  - Campeón: 2009–10